# Astral Aviation
Astral Aviation es una aerolínea de carga con base en Nairobi, Kenia. Fue fundada en noviembre de 2000 y comenzó a operar en enero de 2001. Efectúa vuelos chárter y ad hoc a destinos regionales de África. Su base principal es el Aeropuerto Internacional Jomo Kenyatta, Nairobi.

## Destinos
En junio de 2011 Astral Cargo presenta los siguientes destinos en su horario publicado en su página web.
Ruanda
- Aeropuerto Internacional de Kigali

Sudán del Sur
- Aeropuerto de Juba

Tanzania
- Aeropuerto de Dar Es Salaam
- Aeropuerto de Mwanza
- Aeropuerto Internacional de Zanzíbar

Uganda
- Aeropuerto Internacional de Entebbe

## Flota
La flota de Astral Aviation incluye los siguientes aviones, con una edad media de 36.8 años (en febrero de 2023):
| Boeing 727-200F        | 1 | — |  |  |  |  |
| Boeing 747-400F        | 2 | — |  |  |  |  |
| Boeing 757-300F        | 2 | 2 |  |  |  |  |
| Boeing 767-200F        | 1 | — |  |  |  |  |
| McDonnell Douglas DC-9 | 1 | — |  |  |  |  |
| Total                  | 7 | 2 |  |  |  |  |